# Sebastian Brück
Sebastian Brück (* 1971 in Köln) ist ein deutscher Autor und Journalist. 2024 wurde er mit dem Förderpreis für Literatur der Landeshauptstadt Düsseldorf ausgezeichnet.

## Leben und Werk
Brück wuchs in Düsseldorf auf. Er besuchte dort das Geschwister-Scholl-Gymnasium. Er studierte Soziologie, Politikwissenschaft und Spanisch in Düsseldorf sowie Journalistik an der Universität Stuttgart-Hohenheim.
Nach einem Volontariat in der Zentralredaktion der Zeitschrift Prinz in Hamburg arbeitete er dort als Report-Redakteur. Seit Mitte der 2000er Jahre ist er freier Autor und Journalist in Düsseldorf. Er schrieb unter anderem für Zeit Online, taz, Spiegel Online
und die Rheinische Post.
Als Co-Autor und Ghostwriter veröffentlichte er mehrere erzählende Sachbücher und Ratgeber in Publikumsverlagen. Seine Erzählung Suchen unter Buchen erschien 2019 in der Anthologie Durch die Wälder des Diogenes Verlags und wurde vom Goethe-Institut ins Estnische und Tschechische übersetzt.
Seit 2014 betreibt Brück den literarischen Blog Düssel-Flaneur, in dem er Spaziergänge entlang der Düssel literarisch verarbeitet. Seine Kolumnen erschienen zunächst in der Westdeutschen Zeitung und seit 2021 im Düsseldorfer Online-Portal VierNull.
Im Rahmen des Projekts „Eine Strasse“ von Markus Ambach entstand 2024 das Booklet Passagen Reloaded, herausgegeben vom Literaturbüro NRW, basierend auf einem literarischen Spaziergang entlang der Graf-Adolf-Straße. Im Dezember desselben Jahres erhielt Brück den Förderpreis Literatur der Landeshauptstadt Düsseldorf.

## Werke (Auswahl)
- Sebastian Brück: Passagen Reloaded. Ein literarischer Spaziergang entlang der Graf-Adolf-Straße. Hrsg. Literaturbüro NRW, 2024.

Erzählungen in Anthologien
- Sofia auf dem Sand. In: Edith Kresta, Christel Burghoff (Hrsg.): Strandgeschichten. Schiler & Mücke, Berlin 2005, ISBN 3-89930-111-0.
- Der Stoffeler Kamm, in: Markus Luigs (Hrsg.): Düsseldorfer Perlen. Fotografische Ansichten und Geschichten, Düsseldorf 2017, ISBN 978-3-00-057771-0.
- Suchen unter Buchen. In: Anna von Planta (Hrsg.): Durch die Wälder. Ein Waldspaziergang der besonderen Art. Diogenes, Zürich 2019, ISBN 978-3-257-24511-0.
- Küche, Diele, Wald. In: Alexandra Wehrmann (Hrsg.): Mischpoke. Familienangelegenheiten. Connaisseur Verlag, Düsseldorf 2022, ISBN 978-3-00-074555-3.

Als Co-Autor von erzählenden Sachbüchern und Ratgebern
- mit Afschin Fatemi: Die gefragtesten Schönheitsoperationen. Goldmann, München 2004, ISBN 3-442-16695-0.
- mit Danko Rabrenović: Der Balkanizer. Ein Jugo in Deutschland. Vgs Egmont, Köln 2010, ISBN 978-3-8025-3708-0. Erweiterte Neuausgabe: Tag & Nacht (Random House), München 2012, ISBN 978-3-442-37533-2. Hörbuchfassung: Tag & Nacht (Random House Audio), München 2012, ISBN 978-3-442-83007-7. Taschenbuchausgabe: Dumont, Köln 2015, ISBN 978-3-8321-6338-9.
- mit Dirk Lenzen: Jeder Hund kann gehorchen lernen. mvg Verlag, München 2012, ISBN 978-3-86882-274-8.
- mit Stephan Heinz: Pia, von Beruf Rettungshund. mvg Verlag, München 2013, ISBN 978-3-86882-461-2.
- mit Dirk Lenzen: Wenn Hunde sprechen könnten und Menschen richtig zuhören. Gräfe und Unzer, München 2017, ISBN 978-3-8338-6359-2.